# Лакът
Лакътят, още лакътна става (на латински: articulatio cubiti), се състои от три кости – раменна, лакътна и лъчева кост, които се свързват в средата на горния крайник.. Тя позволява на ръката да се мести към и от тялото.

## Заболявания
- Артрит
- Изкълчване
- Тендинит